# Flörsheim am Main
Pour les articles homonymes, voir Flörsheim.
Flörsheim am Main est une municipalité allemande située dans le land de la Hesse et l'arrondissement de Main-Taunus à mi-chemin entre les villes de Mayence et de Francfort-sur-le-Main. C’est une ville du Rheingau, elle est connue pour ses cultures de vigne.

## Géographie
Flörsheim am Main se situe dans l'arrondissement de Main-Taunus et sur la rive droite du Main. De l'autre côté de la rivière sont situés les communes de Raunheim et Rüsselsheim am Main qui font partie de l'arrondissement de Groß-Gerau. La ville est située à une dizaine de kilomètres de Sindlingen, la partie occidentale de Francfort-sur-le-Main, mais à une trentaine de kilomètres du centre de la métropole.

## Personnalités
- Christian Georg Schütz (1718-1791), peintre, né à Flörsheim, actif à Francfort.

## Jumelages
La ville de Flörsheim am Main est jumelée avec :
- Pérols (France) depuis 1992
- Pyskowice (Pologne) depuis 2005
- Güzelbahçe (Turquie) depuis 2011